# Western & Southern Open 2013
Western & Southern Open 2013, také známý pod názvem Cincinnati Masters 2013, byl společný tenisový turnaj mužského okruhu ATP World Tour a ženského okruhu WTA Tour, hraný v areálu Lindner Family Tennis Center na otevřených dvorcích s tvrdým povrchem. Konal se mezi 12. až 19. srpnem 2013 v  americkém městě Mason, ležícím přibližně 35 kilometrů od centra ohijského Cincinnati. Událost probíhala jako 112. ročník mužského a 85. ročník ženského turnaje.
Mužská polovina byla po grandslamu zařazena do druhé nejvyšší kategorie okruhu ATP Masters 1000 a její dotace činila 3 729 155 amerických dolarů. Ženská část s rozpočtem 2 369 000 dolarů patřila do kategorie WTA Premier 5.
Turnaj představoval čtvrtý díl severoamerické Emirates Airline US Open Series 2013.
Po prohře ve druhém kole dvouhry ukončila profesionální kariéru sedmá hráčka světa Marion Bartoliová, a to pouze šest týdnů po svém wimbledonském triumfu. Jako důvod uvedla celkovou únavu těla a opakovaná zranění. Rafael Nadal triumfoval ve druhém týdnu za sebou, když po Canada Masters vyhrál poprvé i turnaj v Cincinnati. Získané body jej v následné pondělní klasifikaci katapultovaly na druhé místo světového žebříčku před Andyho Murrayho.

## Distribuce bodů a finančních odměn

### Distribuce bodů
| Soutěž       | Vítězové | F   | SF  | ČF  | 16 v kole | 32 v kole | 64 v kole | Q  | Q2 | Q1 |
| ------------ | -------- | --- | --- | --- | --------- | --------- | --------- | -- | -- | -- |
| dvouhra mužů | 1000     | 600 | 360 | 180 | 90        | 45        | 10        | 25 | 16 | 0  |
| čtyřhra mužů | 1000     | 600 | 360 | 180 | 90        | 0         |           |    |    |    |
| dvouhra žen  | 900      | 620 | 395 | 225 | 125       | 70        | 1         | 30 | 20 | 1  |
| čtyřhra žen  | 900      | 620 | 395 | 225 | 125       | 5         |           |    |    |    |

### Finanční odměny
| Soutěž        | Vítězové | Finále   | Semifinále | Čtvrtfinále | 16 v kole | 32 v kole | 64 v kole | Q2     | Q1     |
| ------------- | -------- | -------- | ---------- | ----------- | --------- | --------- | --------- | ------ | ------ |
| dvouhra mužů  | $583 800 | $286 240 | $144 060   | $73 255     | $38 040   | $20 055   | $10 830   | $2 500 | $1 270 |
| dvouhra žen   | $426 000 | $213 000 | $104 700   | $49 040     | $23 730   | $12 200   | $6 400    | $2 670 | $1 620 |
| čtyřhra mužů* | $180 800 | $88 500  | $44 400    | $22 780     | $11 780   | $6 210    |           |        |        |
| čtyřhra žen*  | $122 000 | $61 600  | $30 425    | $15 340     | $7 780    | $3 840    |           |        |        |

* částka na jednoho člena páru

## Dvouhra mužů

### Nasazení
| Stát               | Hráč                  | ATP1) | Nasazení |
| ------------------ | --------------------- | ----- | -------- |
| Srbsko             | Novak Djoković        | 1.    | 1.       |
| Spojené království | Andy Murray           | 2.    | 2.       |
| Španělsko          | Rafael Nadal          | 3.    | 3.       |
| Španělsko          | David Ferrer          | 4.    | 4.       |
| Švýcarsko          | Roger Federer         | 5.    | 5.       |
| Česko              | Tomáš Berdych         | 6.    | 6.       |
| Argentina          | Juan Martín del Potro | 7.    | 7.       |
| Francie            | Richard Gasquet       | 9.    | 8.       |
| Švýcarsko          | Stanislas Wawrinka    | 10.   | 9.       |
| Japonsko           | Kei Nišikori          | 11.   | 10.      |
| Německo            | Tommy Haas            | 12.   | 11.      |
| Kanada             | Milos Raonic          | 13.   | 12.      |
| Španělsko          | Nicolás Almagro       | 14.   | 13.      |
| Itálie             | Fabio Fognini         | 16.   | 14.      |
| Francie            | Gilles Simon          | 17.   | 15.      |
| Polsko             | Jerzy Janowicz        | 18.   | 16.      |

- 1) Žebříček ATP k 5. srpnu 2013.

### Jiné formy účasti
Následující hráčí obdrželi divokou kartu do hlavní soutěže:
- Brian Baker
- James Blake
- Ryan Harrison
- Jack Sock

Následující hráči postoupili z kvalifikace:
- Pablo Andújar
- Benjamin Becker
- David Goffin
- Mackenzie McDonald
- Adrian Mannarino
- Édouard Roger-Vasselin
- Dmitrij Tursunov

#### Odhlášení
před zahájením turnajem
- Marin Čilić
- Viktor Troicki
- Jo-Wilfried Tsonga

### Skrečování
- Gilles Simon
- Jérémy Chardy

## Mužská čtyřhra

### Nasazení
| Stát          | Hráč              | Stát          | Hráč                   | ATP1 | Nasazení |
| ------------- | ----------------- | ------------- | ---------------------- | ---- | -------- |
| Spojené státy | Bob Bryan         | Spojené státy | Mike Bryan             | 2.   | 1.       |
| Španělsko     | Marcel Granollers | Španělsko     | Marc López             | 9.   | 2.       |
| Rakousko      | Alexander Peya    | Brazílie      | Bruno Soares           | 14.  | 3.       |
| Indie         | Leander Paes      | Česko         | Radek Štěpánek         | 19.  | 4.       |
| Pákistán      | Ajsám Kúreší      | Nizozemsko    | Jean-Julien Rojer      | 27.  | 5.       |
| Švédsko       | Robert Lindstedt  | Kanada        | Daniel Nestor          | 29.  | 6.       |
| Francie       | Julien Benneteau  | Srbsko        | Nenad Zimonjić         | 31.  | 7.       |
| Indie         | Rohan Bopanna     | Francie       | Édouard Roger-Vasselin | 33.  | 8.       |

- 1 Žebříček ATP k 5. srpnu 2013; číslo je součtem žebříčkového postavení obou členů páru.

### Jiné formy účasti
Následující páry obdržely divokou kartu do hlavní soutěže:
- Brian Baker /  Rajeev Ram
- James Blake /  Steve Johnson

## Ženská dvouhra

### Nasazení
| Stát          | Hráčka              | WTA1) | Nasazení |
| ------------- | ------------------- | ----- | -------- |
| Spojené státy | Serena Williamsová  | 1.    | 1.       |
| Bělorusko     | Viktoria Azarenková | 2.    | 2.       |
| Rusko         | Maria Šarapovová    | 3.    | 3.       |
| Polsko        | Agnieszka Radwańská | 4.    | 4.       |
| Čína          | Li Na               | 5.    | 5.       |
| Itálie        | Sara Erraniová      | 6.    | 6.       |
| Česko         | Petra Kvitová       | 7.    | 7.       |
| Francie       | Marion Bartoliová   | 8.    | 8.       |
| Německo       | Angelique Kerberová | 9.    | 9.       |
| Dánsko        | Caroline Wozniacká  | 10.   | 10.      |
| Austrálie     | Samantha Stosurová  | 11.   | 11.      |
| Itálie        | Roberta Vinciová    | 12.   | 12.      |
| Belgie        | Kirsten Flipkensová | 13.   | 13.      |
| Srbsko        | Jelena Jankovićová  | 14.   | 14.      |
| Srbsko        | Ana Ivanovićová     | 15.   | 15.      |
| Rusko         | Maria Kirilenková   | 16.   | 16.      |

- 1) Žebříček WTA k 5. srpnu 2013.

### Jiné formy účasti
Následující hráčky obdržely divokou kartu do hlavní soutěže:
- Lauren Davisová
- Daniela Hantuchová
- Bethanie Matteková-Sandsová

Následující hráčky postoupily z kvalifikace:
- Petra Martićová
- Eugenie Bouchardová
- Vania Kingová
- Annika Becková
- Sofia Arvidssonová
- Andrea Petkovicová
- Mónica Puigová
- Jana Čepelová
- Polona Hercogová
- Anna Tatišviliová
- Marina Erakovicová
- Karin Knappová
  -  Monica Niculescuová – jako šťastná poražená

#### Odhlášení
před zahájením turnaje
- Sorana Cîrsteaová
- Kaia Kanepiová
- Romina Oprandiová
- Naděžda Petrovová
- Laura Robsonová

## Ženská čtyřhra

### Nasazení
| Stát          | Hráčka                  | Stát          | Hráčka                | WTA1 | Nasazení |
| ------------- | ----------------------- | ------------- | --------------------- | ---- | -------- |
| Itálie        | Sara Erraniová          | Itálie        | Roberta Vinciová      | 2.   | 1.       |
| Rusko         | Jekatěrina Makarovová   | Rusko         | Jelena Vesninová      | 10.  | 2.       |
| Čína          | Pcheng Šuaj             | Tchaj-wan     | Sie Šu-wej            | 19   | 3        |
| Česko         | Andrea Hlaváčková       | Spojené státy | Lisa Raymondová       | 24.  | 4.       |
| Spojené státy | Raquel Kopsová-Jonesová | Spojené státy | Abigail Spearsová     | 24.  | 5.       |
| Německo       | Anna-Lena Grönefeldová  | Česko         | Květa Peschkeová      | 27.  | 6.       |
| Tchaj-wan     | Čan Chao-čching         | Slovinsko     | Katarina Srebotniková | 42.  | 7.       |
| Indie         | Sania Mirzaová          | Čína          | Čeng Ťie              | 42.  | 8.       |

- 1 Žebříček WTA k 5. srpnu 2013; číslo je součtem žebříčkového postavení obou členek páru.

### Jiné formy účasti
Následující páry obdržely divokou kartu do hlavní soutěže:
- Kirsten Flipkensová /  Petra Kvitová
- Daniela Hantuchová /  Martina Hingisová
- Angelique Kerberová /  Andrea Petkovicová
- Vania Kingová /  Alisa Klejbanovová

#### Odhlášení
před zahájením turnaje
- Laura Robsonová

## Přehled finále

### Mužská dvouhra
- Rafael Nadal vs.  John Isner 7–6(10–8), 7–6(7–3)

### Ženská dvouhra
- Viktoria Azarenková vs.  Serena Williamsová, 2–6, 6–2, 7–6(8–6)

### Mužská čtyřhra
- Bob Bryan /  Mike Bryan vs.  Marcel Granollers /  Marc López, 6–4, 4–6, [10–4]

### Ženská čtyřhra
- Sie Šu-wej /  Pcheng Šuaj vs.  Anna-Lena Grönefeldová /  Květa Peschkeová, 2–6, 6–3, [12–10]